# Aprilia RS4 125
Aprilia RS4 125, přezdívaná jako „eReS-čtyřka“, je sportovní motocykl o objemu 125 cm³, vyvinutý italskou firmou Aprilia, vyráběný od roku 2010.

## Specifikace
Aprilia RS4 125 je pouze obdobou známého a populárního motocyklu Aprilia RS 125. Největší změnou je nahrazení dvoutaktního jednoválcového motoru čtyřtaktním. Motocykl se tak stává praktičtějším pro jízdu mimo okruh a šetrnějším k životnímu prostředí. RS4 125 je orientována pro jízdu po městě či za povinnostmi a díky svému nízkému objemu je možné ji řídit již od šestnácti let s řidičskou licencí A1. Co se týče kapotáže, jedná se o stejný ohoz, který obléká Biaggiho superbike, ale v tomto případě byl zapůjčen té nejslabší kapotované silniční malorážce, která velmi dobře hájí pověst své početné rodince. Nádrž motocyklu o objemu 14,5 litru je vykrojena pro lepší aerodynamiku a pro větší pohodlí jezdce.

## Motor
Aprilia RS4 125 schovává pod kapotou čtyřtaktní, vodou chlazený jednoválec, o objemu 125 cm³ a výkonu 11kW. Převodovka má šest rychlostních stupňů a nabízí systém Aprilia quick shift, kde je možné řadit bez použití spojkové páčky a přivírání plynu. Řídící jednotka motoru je produktem kvalitního výrobce Magneti Marelli, který dodává řídící jednotky do strojů mistrovství světa Superbiků nebo i MotoGP.